# Dzietrzychowice
Dzietrzychowice (niem. Dittersbach) – wieś w Polsce położona w województwie lubuskim, w powiecie żagańskim, w gminie Żagań.
W latach 1945–54 siedziba gminy Dzietrzychowice. W latach 1954–1972 wieś należała i była siedzibą władz gromady Dzietrzychowice. W latach 1975–1998 miejscowość administracyjnie należała do województwa zielonogórskiego.

## Historia
Wczesnośredniowieczna ulicówka, przekształcona w XIII w. w łańcuchówkę. Pierwszy raz wzmiankowana w 1238 roku, w związku z nadaniem wsi żagańskiemu klasztorowi augustianów. Od średniowiecza istniały tutaj trzy folwarki, z których środkowy należał do żagańskiego szpitala św. Ducha, a pozostałe do klasztoru. 

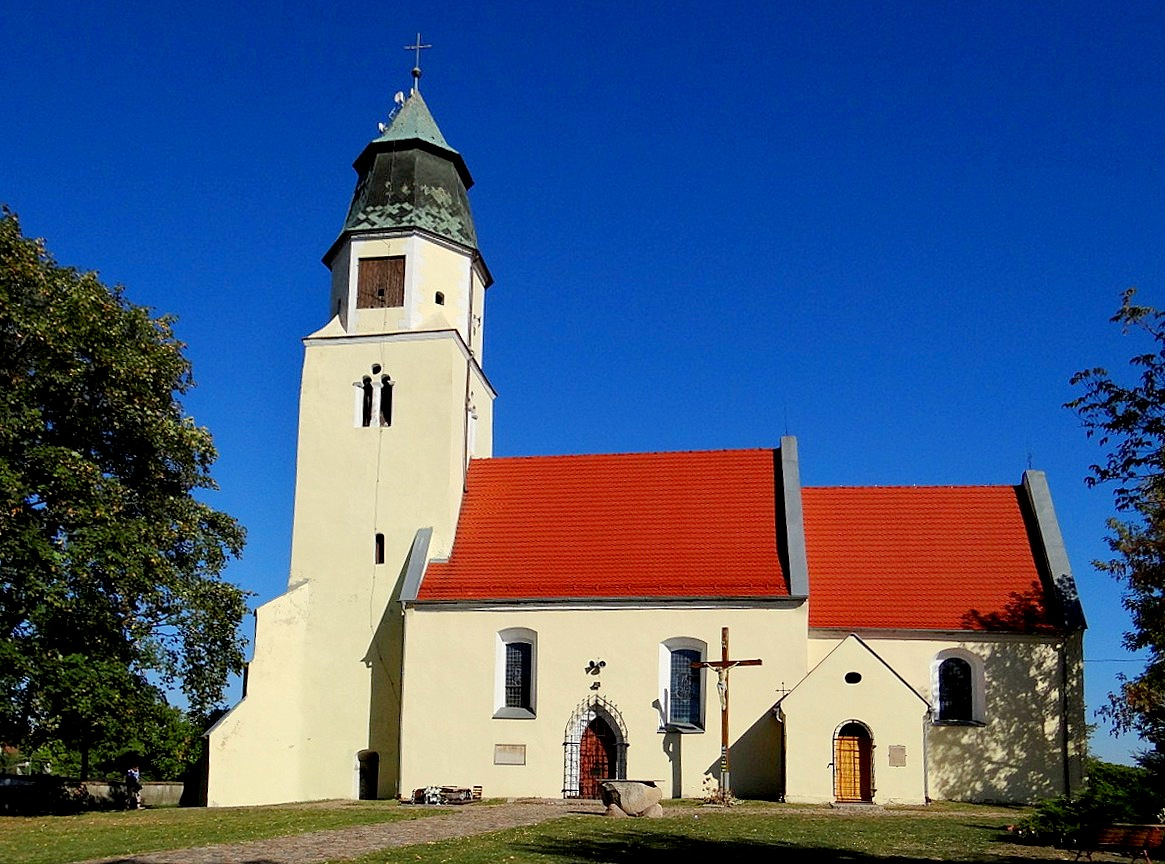
Kościół św. Jana Chrzciciela (XIII w.)

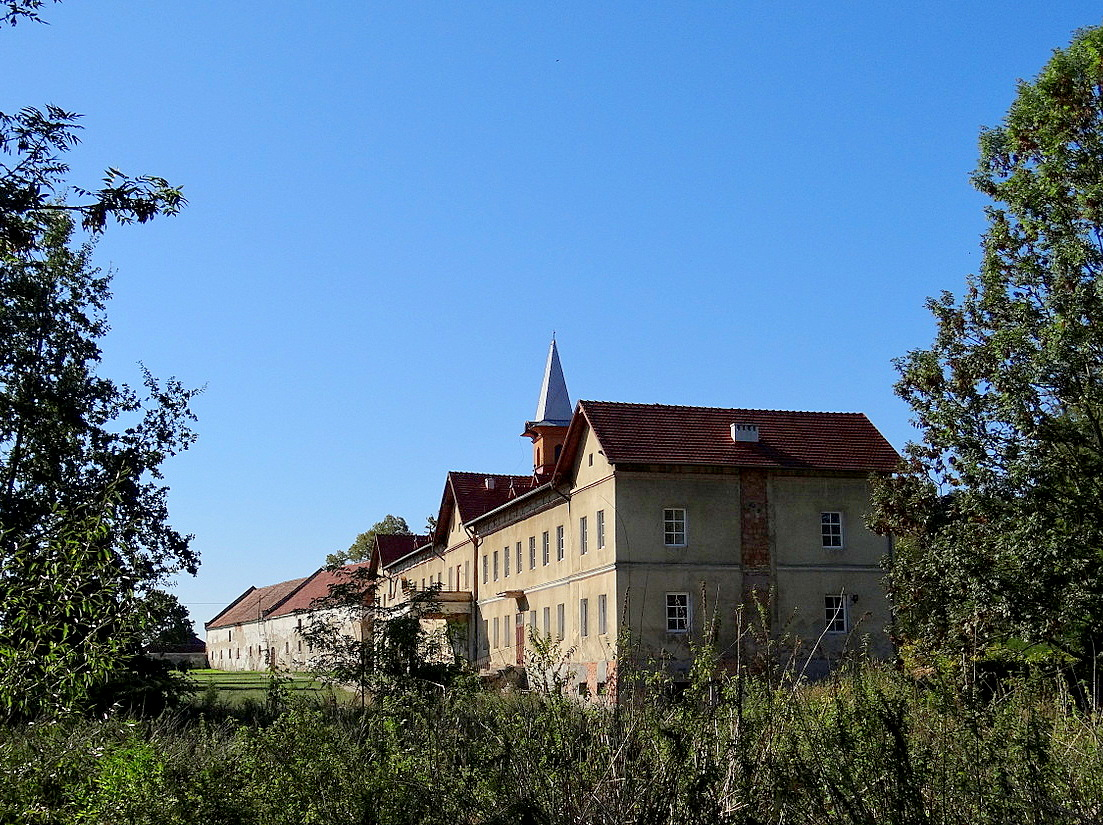
Pałac

## Zabytki
Do wojewódzkiego rejestru zabytków wpisane są:
- kościół parafialny pod wezwaniem św. Jana Chrzciciela, gotycko-renesansowy z XIII-XVI wieku, XVII wieku, usytuowany w środku wsi
- Wieża rycerska w Dzietrzychowicach, z XIV wieku, w połowie XVI wieku
- park pałacowy.

Inne zabytki:
- bramka prowadząca na ogrodzony plac kościelny, przy bramce średniowieczny krzyż pokutny.
- pałac, z XIX wieku.
- zabudowania po folwarku szpitalnym z XVIII-XIX wieku
- cmentarz z około XIX w. z wtórnymi pochówkami, znajduje się za kościołem
- zabudowa mieszkalna w większości z czwartej ćwierci XIX wieku.